# Scriptania syzygia
Scriptania syzygia är en fjärilsart som beskrevs av George Francis Hampson 1905. Scriptania syzygia ingår i släktet Scriptania och familjen nattflyn. Inga underarter finns listade.